# Riffknoten

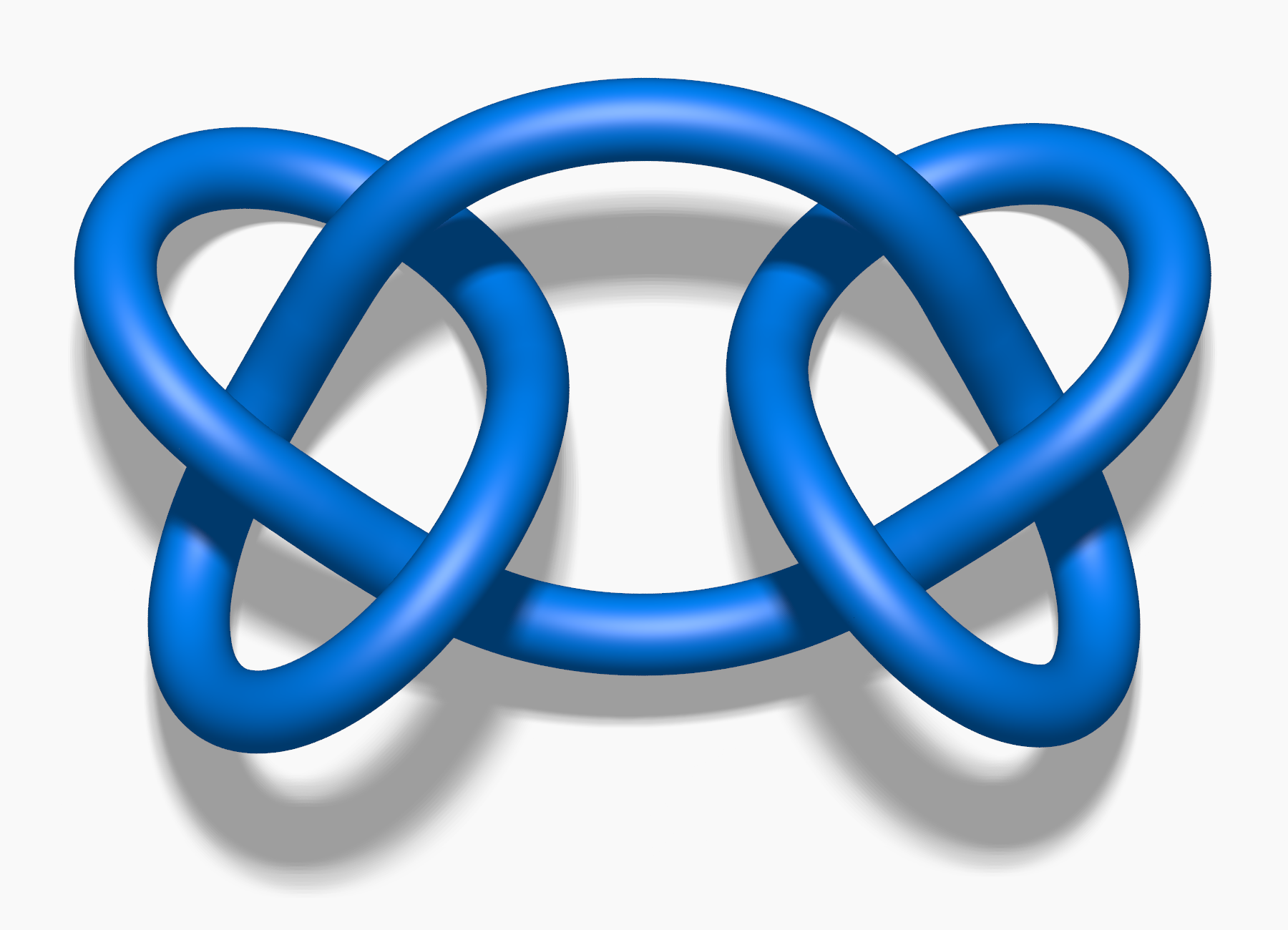

In der Mathematik ist der Riffknoten (engl. square knot oder reef knot) die zusammenhängende Summe {\displaystyle K\sharp {\overline {K}}} der Kleeblattschlinge {\displaystyle K} und ihres Spiegelbilds.

## Eigenschaften
Die Knotengruppe des Riffknotens ist {\displaystyle \langle x,y,z\vert xyx=yxy,xzx=zxz\rangle }.
Das Alexander-Polynom des Riffknotens ist {\displaystyle (t^{2}-t+1)^{2}}.
Der Riffknoten ist ein Scheibenknoten.